# Heliococcus medicagicola
Heliococcus medicagicola är en insektsart som beskrevs av Wu, Jia och Tang 1996. Heliococcus medicagicola ingår i släktet Heliococcus och familjen ullsköldlöss. Inga underarter finns listade i Catalogue of Life.